# Bus Stop (film)
Bus Stop är en amerikansk film från 1956 av Joshua Logan. Filmen är baserad på William Inges pjäs med samma namn och har Marilyn Monroe i den kvinnliga huvudrollen.

## Handling
"Chérie" är sångerska på en pub. En omogen cowboy från landet har för första gången fått komma ut till en stad från sin gård och ser Chérie på puben. Han blir kär i henne och bestämmer sig för att henne ska han ha, men han har ingen som helst erfarenhet av kvinnor. Han försöker vinna hennes kärlek på samma sätt som han gör när han brottar ned ungtjurar på rodeon.

## Rollista (urval)
- Marilyn Monroe – "Chérie", sångerska på The Blue Dragon Café i Phoenix
- Don Murray – Beauregard "Bo" Decker, rodeoryttare
- Arthur O'Connell – Virgil "Virg" Blessing
- Betty Field – Grace
- Eileen Heckart – Vera
- Robert Bray – Carl, busschaufför
- Hope Lange – Elma, Graces medhjälpare i matserveringen
- Hans Conried – fotograf på tidningen Life

## Produktionen
Filmen är inspelad i Ketchum, National Forest i Idaho, och Sun Valley i Idaho samt i Phoenix i Arizona. Den hade världspremiär i USA den 14 augusti 1956 och svensk premiär den 1 oktober samma år; åldersgränsen var 15 år.

## Musik i filmen
- The Bus Stop Song, text och musik Ken Darby, sång Arthur O'Connell
- Kiss Me Quick and Go My Honey, text och musik Ken Darby, sång Arthur O'Connell
- That Old Black Magic, musik Harold Arlen, text Johnny Mercer, sång Marilyn Monroe